# Occidryas grundeli
Occidryas grundeli är en fjärilsart som beskrevs av Cool 1908. Occidryas grundeli ingår i släktet Occidryas och familjen praktfjärilar. Inga underarter finns listade i Catalogue of Life.